# David Toya
David Toya (Uganda, 1976. szeptember 13. –) szlovák - ugandai állampolgárságú kosárlabda játékos.
Az egyes, kettes és hármas poszton is bevethető játékos Magyarországon bajnok volt a Körmend csapatával. A 2004/2005-ös szezonban a Debreceni Vadkakasokkal vett részt először az ULEB Kupán David, ahol mérkőzésenként átlag 15.0 pontot, 3.4 lepattantót, 3.6 asszisztot és 2.4 labdaszerzést könyvelhetett el. A kettő pontost 59,0% míg a hármast 31,3% dobta. 2009-ig (amíg nem tért vissza Magyarországra) a magyar bajnokságban átlag 13.0 pontot, 2.5 lepattanót, 2.9 asszisztot és 3.4 szerzett labdát ért el. A ketteseket 57,0%, a hármasokat pedig 49,0% pontossággal dobta.
Három szezont töltött a belga D1 ligában a Sanex Antwerp Giants csapatánál. A 2006/07-es Giants csapatával megnyerte a belga-kupát, és a belga bajnokság elődöntőéig is eljutott. A 2008/2009-es szezont az orosz szuperligában töltötte a Spartak Primorie Vladivostok csapatánál, ahol mérkőzésenként átlag 5.4 pontot, 3.4 lepattanót, 1.8 asszisztot és 2.6 szerzett labdát ért el. A kettő pontost 38,1%, és a hármast 50,0%, a büntetőt 35,7% dobta.

## Nemzetközi szereplés
- 1998/1999 Korac-kupa (Inter Bratislava BK)
- 2003/2004 FIBA Europe League (Dexia)
- 2004/2005 Uleb kupa (Debreceni Vadkakasok)
- 2007/2008 Uleb kupa (Antwerp Giant)

## Sikerei
- 2006/2007 belga kupagyőztes.
- 2002/2003 magyar bajnok a Körmend csapatával.
- Ezüst- és bronzérem a szlovák ligában.

## Klubjai
- 1997-1999  Inter Bratislava BK
- 2001/2002  Bourg en Bresse JL
- 2002/2003  Inter Bratislava BK
- 2002/2003  BC Marc-Körmend
- 2003/2004  Ilisiakos Athina
- 2003/2004  Inter Bratislava BK
- 2003/2004  Mons-Hainaut Dexia
- 2003/2004  Marso-Nyíregyházi KK
- 2004/2005  Debreceni Vadkakasok
- 2005/2006  Antwerp Giants Sanex
- 2006/2007  Antwerp Giants Sanex
- 2007/2008  Antwerp Giants Sanex
- 2008/2009  Spartak Vladivostok
- 2008/2009  Prostejov BK
- 2009/2010  Pezinok
- 2009/2010  Albacomp